# Hikaru Saeki
Hikaru Saeki (japanisch 佐伯 光 Saeki Hikaru; geb. 3. April 1943 in der Präfektur Gunma, Japanisches Kaiserreich) ist der erste weibliche Admiral der Japanischen Maritimen Selbstverteidigungsstreitkräfte (JMSDF) und die erste Frau in den gesamten Japanischen Selbstverteidigungsstreitkräften, die den Generalsrang bzw. Admiralsrang erreicht hat. Ursprünglich ist Saeki promovierte Gynäkologin und Geburtshelferin und trat 1989 in die JMSDF ein. Nach ihrem Dienst in verschiedenen Militärkrankenhäusern und medizinischen Räumen an Bord von Marineschiffen wurde sie 1997 als erste Frau zur Leiterin eines JSDF-Krankenhauses ernannt, 2001 zum Konteradmiral befördert und 2003 in den Ruhestand versetzt.

## Berufsleben

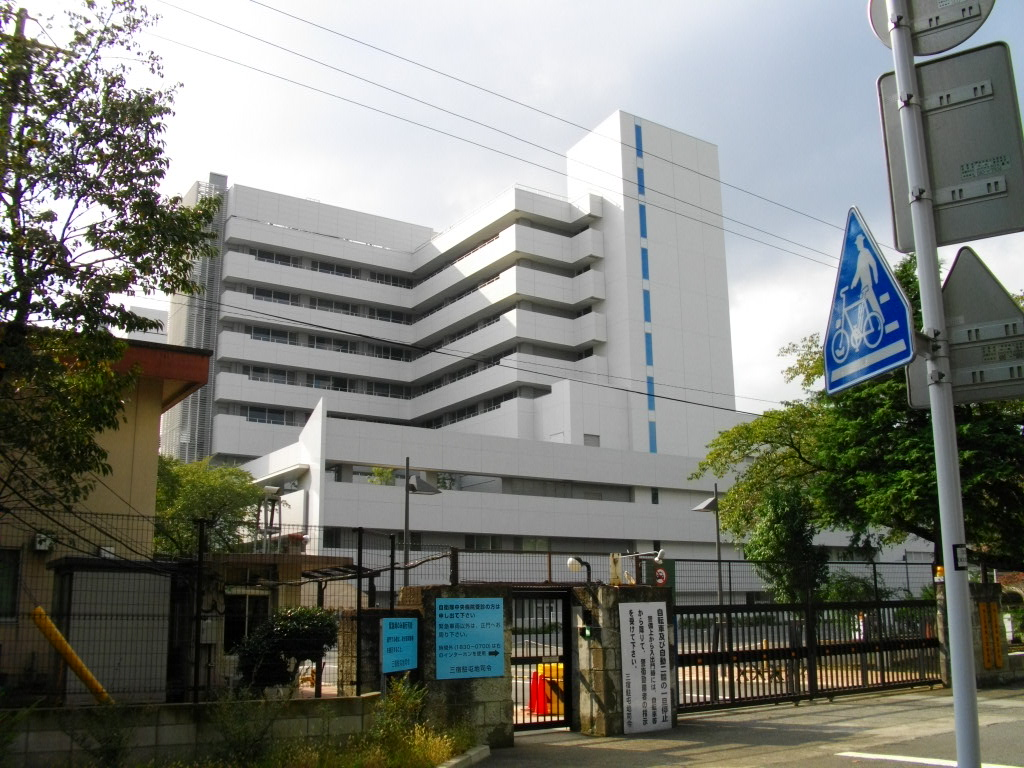
JSDF Central Hospital, wo Saeki als Abteilungsleiterin diente, als sie 2001 zum Konteradmiral befördert wurde.

Nach ihrem Abschluss an der Nippon Medical School im Jahr 1969 arbeitete sie als Hebamme am Krankenhaus der Keiō-Universität in Tokio und am National Defense Medical College in der Präfektur Saitama. Im April 1989 trat Saeki als Ärztin in die JMSDF ein und wurde im August 1990 zum Nitō Kaisa (Fregattenkapitän/Flottillenarzt) und im März 1992 zum Ittō Kaisa (Kapitän zur See/Flottenarzt) befördert.
Im November 1995 wurde Saeki Leiterin der Abteilung für Forschung und Labor im JSDF Central Hospital in Tokio und anschließend Direktorin der Abteilung für Gynäkologie im selben Krankenhaus. Im Dezember 1997 wurde sie nach Kyōto versetzt, um den Posten der Direktorin des JSDF-Krankenhauses Maizuru zu übernehmen. Zum ersten Mal war in Japan eine Frau für ein JSDF-Krankenhaus verantwortlich. Im März 1999 wurde Saeki zur Direktorin des JSDF-Krankenhauses Sasebo in Nagasaki ernannt und im Dezember 2000 wieder an das JSDF Central Hospital versetzt, diesmal als Direktorin der Abteilung für Rehabilitationsmedizin. Am 27. März 2001 wurde sie durch eine Personalbeförderungsbekanntmachung der japanischen Verteidigungsbehörde (jetzt Verteidigungsministerium) offiziell in den Rang eines Kaishō-ho (Konteradmiral/Admiralstabsarzt) befördert und war damit der erste weibliche Flaggenoffizier der JSDF seit deren Gründung im Jahr 1954. Saeki ging 2003 mit diesem Rang in den Ruhestand.
Neben ihrem Dienst in mehreren JSDF-Krankenhäusern und medizinischen Räumen an Bord von JMSDF-Schiffen wurde Saeki während ihrer Karriere als JMSDF-Offizierin für ihre Bemühungen um die Behandlung von Zivilisationskrankheiten hoch gelobt. Sie setzte sich auch für die Verbesserung der Kinderbetreuung innerhalb der Selbstverteidigungsstreitkräfte ein. Auf ihren Vorschlag hin gab die JSDF Uniformen in Form von Umstandskleidern für schwangere Soldatinnen aus.

## Privatleben
Hikaru Saeki ist mit Seiji Saeki (japanisch 佐伯聖二) verheiratet, der ebenfalls ein ehemaliger Admiral der JMSDF ist und als stellvertretender Stabschef der JMSDF und Oberbefehlshaber der Selbstverteidigungsflotte diente. Er ging 1997 im Rang eines Vizeadmirals in den Ruhestand und wurde 2011 von der japanischen Regierung mit dem Mittleren Orden des Heiligen Schatzes ausgezeichnet. Es ist ein seltener Fall in den Streitkräften der Welt, dass in einem Paar beide Flaggoffiziere sind.